# Balantidium coli
Balantidium coli är en protozo bland ciliaterna.
Balantidium coli är 0,06-0,1 millimeter lång och lever som parasit i svinets tjocktarm, men förekommer även hos människa och kan orsaka svåra tarmkatarrer genom att borra sig in i tarmväggen.